# Karim Saïdi
Karim Saïdi (ar. كريم سعيدي, ur. 24 marca 1983 w Tunisie) – piłkarz tunezyjski grający na pozycji środkowego obrońcy.

## Kariera klubowa
Saidi jest wychowankiem klubu z rodzinnego miasta Tunisu o nazwie Club Africain Tunis. W jego barwach w Championnat de Tunisie zadebiutował już w 2001 roku mając lat 18. W 2002 roku najpierw awansował z klubem do finału Pucharu Tunezji, a następnie do finału Arabskiej Ligi Mistrzów, jednak zespół przegrał w nim 0:1 z saudyjskim Al-Ahli Dżudda.
Latem 2004 Karim przeszedł za milion euro do Feyenoordu i podpisał z tym klubem kontrakt do 2008 roku. Transfer tam polecił mu jego kolega z kadry, Hatem Trabelsi. W Eredivisie zadebiutował 15 sierpnia w wygranym 6:1 meczu z De Graafschap. Natomiast już w 3. kolejce, w meczu z Vitesse Arnhem zdobył swojego pierwszego gola na holenderskich boiskach, a Feyenoord zremisował 1:1. W klubie z Rotterdamu miał pewne miejsce w składzie i zajął z nim ostatecznie 4. pozycję, gwarantującą start w Puchare UEFA.
W sezonie 2005/2006 stracił miejsce w składzie Feyenoordu i po rozegraniu raptem 4 meczów w rundzie jesiennej, zimą został wypożyczony do włoskiego US Lecce. W Serie A zadebiutował 12 lutego 2006 w zremisowanym 0:0 meczu z Cagliari Calcio. Łącznie w lidze rozegrał 9 meczów, ale Lecce zajęło 18. pozycję i zostało zdegradowane do Serie B. Latem 2006 powrócił do Feyenoordu, gdzie w sezonie 2006/2007 był rezerwowym. W 2007 roku przeszedł do tureckiego Sivassporu, a w 2008 wrócił do Club Africain Tunis. Z kolei w 2009 roku został zawodnikiem francuskiego drugoligowca Tours FC. W 2011 roku odszedł do Lierse SK.
| Sezon   | Klub                | Kraj     | Rozgrywki              | Mecze | Bramki |
| ------- | ------------------- | -------- | ---------------------- | ----- | ------ |
| 2001/02 | Club Africain Tunis | Tunezja  | Championnat de Tunisie | ?     | ?      |
| 2002/03 | Club Africain Tunis | Tunezja  | Championnat de Tunisie | ?     | ?      |
| 2003/04 | Club Africain Tunis | Tunezja  | Championnat de Tunisie | ?     | ?      |
| 2004/05 | Feyenoord           | Holandia | Eredivisie             | 30    | 1      |
| 2005/06 | Feyenoord           | Holandia | Eredivisie             | 4     | 0      |
| 2005/06 | US Lecce            | Włochy   | Serie A                | 9     | 0      |
| 2006/07 | Feyenoord           | Holandia | Eredivisie             | 12    | 0      |
| 2007/08 | Sivasspor           | Turcja   | Süper Lig              | 13    | 0      |
| 2008/09 | Club Africain Tunis | Tunezja  | Championnat de Tunisie | 5     | 0      |
| 2009/10 | Tours FC            | Francja  | Ligue 2                | 17    | 0      |
| 2010/11 | Tours FC            | Francja  | Ligue 2                | 31    | 2      |
| 2011/12 | Lierse SK           | Belgia   | Eerste klasse          | 29    | 1      |

## Kariera reprezentacyjna
W reprezentacji Tunezji Saidi zadebiutował 11 października 2003 w zremisowanym 0:0 meczu z Marokiem. W 2004 roku wziął udział w Pucharze Narodów Afyki, gdzie zagrał jedynie w dwóch grupowych meczach, ale doznał kontuzji i nie pojawił się więcej na boisku, nawet w wygranym 2:1 finale z Marokiem.
W 2006 roku Saidi został powołany przez selekcjonera Rogera Lemerre do kadry na finały Mistrzostwa Świata w Niemczech. Był jednak jedynie rezerwowym i ani razu nie pojawił się na boisku, a Tunezja nie wyszła wówczas z grupy.